# Georgsmarienhütte
Georgsmarienhütte é uma cidade da Alemanha localizada no distrito de Osnabrück, estado de Baixa Saxônia.